# Stazione di Auxerre-Saint-Gervais
La stazione di Auxerre-Saint-Gervais (in francese Gare d'Auxerre-Saint-Gervais) è la principale stazione ferroviaria di Auxerre, Francia.